# Општина Тонала (Чијапас)
Тонала (шп. Tonalá) општина је у Мексику у савезној држави Чијапас. Општина се налази на надморској висини од 65 м.

## Становништво
Према подацима из 2010. у општини је живело 84594 становника.

### Хронологија
| Година       | 2000                  | 2005                  | 2010                  |
| ------------ | --------------------- | --------------------- | --------------------- |
| Становништво | 78438 (39028 / 39410) | 78516 (38594 / 39922) | 84594 (41927 / 42667) |

### Попис
| \| \| м \| \| \| ж \| \| 0—2 \| 2.464 \| \| \| 2.324 \| \| 3—5 \| 2.497 \| \| \| 2.407 \| \| 6—11 \| 5.415 \| \| \| 5.121 \| \| 12—14 \| 2.793 \| \| \| 2.591 \| \| 15—17 \| 2.759 \| \| \| 2.679 \| \| 18—24 \| 4.926 \| \| \| 5.130 \| \| 60+ \| 4.151 \| \| \| 4.305 \| \| Просек : \| 28,7 \| \| \| 29,5 \| |       |  |  |       |
| |       |  |  |       |
| | м     |  |  | ж     |
| 0—2 | 2.464 |  |  | 2.324 |
| 3—5 | 2.497 |  |  | 2.407 |
| 6—11 | 5.415 |  |  | 5.121 |
| 12—14 | 2.793 |  |  | 2.591 |
| 15—17 | 2.759 |  |  | 2.679 |
| 18—24 | 4.926 |  |  | 5.130 |
| 60+ | 4.151 |  |  | 4.305 |
| Просек : | 28,7  |  |  | 29,5  |

| #   | Индикатор                                                                                        | Вредност |
| --- | ------------------------------------------------------------------------------------------------ | -------- |
| 1   | Становништво од 0 до 2 године                                                                    | 4788     |
| 2   | Мушко становништво од 0 до 2 године                                                              | 2464     |
| 3   | Женско становништво од 0 до 2 године                                                             | 2324     |
| 4   | Становништво са 3 и више година                                                                  | 79640    |
| 5   | Мушко становништво са 3 и више година                                                            | 39382    |
| 6   | Женско становништво са 3 и више година                                                           | 40258    |
| 7   | Становништво са 5 и више година                                                                  | 76403    |
| 8   | Мушко становништво са 5 и више година                                                            | 37721    |
| 9   | Женско становништво са 5 и више година                                                           | 38682    |
| 10  | Становништво са 12 и више година                                                                 | 64200    |
| 11  | Мушко становништво са 12 и више година                                                           | 31470    |
| 12  | Женско становништво са 12 и више година                                                          | 32730    |
| 13  | Становништво са 15 и више година                                                                 | 58816    |
| 14  | Мушко становништво са 15 и више година                                                           | 28677    |
| 15  | Женско становништво са 15 и више година                                                          | 30139    |
| 16  | Становништво са 18 и више година                                                                 | 53378    |
| 17  | Мушко становништво са 18 и више година                                                           | 25918    |
| 18  | Женско становништво са 18 и више година                                                          | 27460    |
| 19  | Становништво од 3 до 5 година                                                                    | 4904     |
| 20  | Мушко становништво од 3 до 5 година                                                              | 2497     |
| 21  | Женско становништво од 3 до 5 година                                                             | 2407     |
| 22  | Становништво од 6 до 11 година                                                                   | 10536    |
| 23  | Мушко становништво од 6 до 11 година                                                             | 5415     |
| 24  | Женско становништво од 6 до 11 година                                                            | 5121     |
| 25  | Становништво од 8 до 14 година                                                                   | 12371    |
| 26  | Мушко становништво од 8 до 14 година                                                             | 6367     |
| 27  | Женско становништво од 8 до 14 година                                                            | 6004     |
| 28  | Становништво од 12 до 14 година                                                                  | 5384     |
| 29  | Мушко становништво од 12 до 14 година                                                            | 2793     |
| 30  | Женско становништво од 12 до 14 година                                                           | 2591     |
| 31  | Становништво од 15 до 17 година                                                                  | 5438     |
| 32  | Мушко становништво од 15 до 17 година                                                            | 2759     |
| 33  | Женско становништво од 15 до 17 година                                                           | 2679     |
| 34  | Становништво од 18 до 24 године                                                                  | 10056    |
| 35  | Мушко становништво од 18 до 24 године                                                            | 4926     |
| 36  | Женско становништво од 18 до 24 године                                                           | 5130     |
| 37  | Женско становништво од 15 до 49 година                                                           | 22291    |
| 38  | Становништво са 60 и више година                                                                 | 8456     |
| 39  | Мушко становништво са 60 и више година                                                           | 4151     |
| 40  | Женско становништво са 60 и више година                                                          | 4305     |
| 41  | Однос између мушкараца и жена                                                                    | 98.27    |
| 42  | Становништво од нуле до 14 година                                                                | 25612    |
| 43  | Становништво од 15 до 64 године                                                                  | 52991    |
| 44  | Становништво од 65 година и више                                                                 | 5825     |
| 45  | Просечан број деце                                                                               | 2.62     |
| 46  | Становништво рођено у ентитету                                                                   | 80470    |
| 47  | Мушко становништво рођено у ентитету                                                             | 39807    |
| 48  | Женско становништво рођено у ентитету                                                            | 40663    |
| 49  | Становништво рођено у другом ентитету                                                            | 3592     |
| 50  | Мушко становништво рођено у другом ентитету                                                      | 1839     |
| 51  | Женско становништво рођено у другом ентитету                                                     | 1753     |
| 52  | Становништво од 5 година и више резидентно у ентитету у јуну 2005. године                        | 73617    |
| 53  | Мушко становништво старосног доба од 5 година и више, резидентно у ентитету у јуну 2005. године  | 36136    |
| 54  | Женско становништво старосног доба од 5 и више година, резидентно у ентитету у јуну 2005. године | 37481    |
| 55  | Становништво од 5 година и више које је живело у другом ентитету у јуну 2005. године             | 1913     |
| 56  | Мушко становништво старије од 5 година које је живело у другом ентитету у јуну 2005. године      | 1027     |
| 57  | Женско становништво старије од 5 година које је живело у другом ентитету у јуну 2005. године     | 886      |
| 58  | Становништво од 3 године и више које говори аутохтони језик                                      | 284      |
| 59  | Мушко становништво старо 3 године и више које говори аутохтони језик                             | 166      |
| 60  | Женско становништво старо 3 године и више које говори аутохтони језик                            | 118      |
| 61  | Становништво од 3 године и више које говори аутохтони језик и не говори шпански језик            | 2        |
| 62  | Мушко становништво старо 3 године и више које говори аутохтони језик и не говори шпански         | 2        |
| 63  | Женско становништво старо 3 године и више које говори аутохтони језик и не говори шпански језик  | 0        |
| 64  | Становништво старо 3 године и више које говори аутохтони језик и шпански                         | 188      |
| 65  | Мушко становништво старо 3 године и више које говори аутохтони језик и шпански                   | 106      |
| 66  | Женско становништво старо 3 године и више које говори аутохтони језик и шпански                  | 82       |
| 67  | Становништво од 5 година и више које говори аутохтони језик                                      | 281      |
| 68  | Становништво од 5 година и више које говори аутохтони језик и не говори шпански језик            | 2        |
| 69  | Становништво од 5 година и више које говори аутохтони језик и говори шпански језик               | 187      |
| 70  | Становништво у домородачким домаћинствима                                                        | 685      |
| 71  | Становништво са ограничењима у активностима                                                      | 4546     |
| 72  | Становништво са ограниченим ходањем или кретањем, горе или доле                                  | 2393     |
| 73  | Становници са ограничењима вида, чак и уз кориштење сочива                                       | 1547     |
| 74  | Становништво са ограничењима говора, комуникације или конверзације                               | 364      |
| 75  | Становништво са ограниченим слухом                                                               | 375      |
| 76  | Становништво са ограничењима при одевању, купању или јелу                                        | 161      |
| 77  | Становништво са ограничењима у опажању или учењу једноставних ствари                             | 130      |
| 78  | Становништво са менталним ограничењима                                                           | 347      |
| 79  | Становништво без ограничења активности                                                           | 79368    |
| 80  | Становништво од 3 до 5 година које не похађа школу                                               | 1334     |
| 81  | Мушко становништво од 3 до 5 година које не похађа школу                                         | 690      |
| 82  | Женско становништво од 3 до 5 година које не похађа школу                                        | 644      |
| 83  | Становништво од 6 до 11 година које не похађа школу                                              | 326      |
| 84  | Мушко становништво од 6 до 11 година које не похађа школу                                        | 193      |
| 85  | Женско становништво од 6 до 11 година које не похађа школу                                       | 133      |
| 86  | Становништво од 12 до 14 година које не похађа школу                                             | 371      |
| 87  | Мушко становништво од 12 до 14 година које не похађа школу                                       | 183      |
| 88  | Женско становништво од 12 до 14 година које не похађа школу                                      | 188      |
| 89  | Становништво од 15 до 17 година похађа школу                                                     | 4002     |
| 90  | Мушко становништво од 15 до 17 година похађа школу                                               | 2080     |
| 91  | Женско становништво између 15 и 17 година живота у школи                                         | 1922     |
| 92  | Становништво од 18 до 24 године похађа школу                                                     | 2774     |
| 93  | Мушко становништво од 18 до 24 године похађа школу                                               | 1436     |
| 94  | Женско становништво од 18 до 24 године похађа школу                                              | 1338     |
| 95  | Становништво од 8 до 14 година које не може да чита и пише                                       | 494      |
| 96  | Мушко становништво старосног доба од 8 до 14 година које не може да чита и пише                  | 304      |
| 97  | Женско становништво старосног доби од 8 до 14 година које не може да чита и пише                 | 190      |
| 98  | Становништво од 15 година и више које је неписмено                                               | 7306     |
| 99  | Мушко становништво од 15 година и више које је неписмено                                         | 3094     |
| 100 | Женско становништво од 15 година и више које је неписмено                                        | 4212     |
| 101 | Становништво старо 15 и више година без школовања                                                | 6904     |
| 102 | Мушко становништво старо 15 и више година без школовања                                          | 3022     |
| 103 | Женско становништво старо 15 и више година без школовања                                         | 3882     |
| 104 | Становништво старосног доба 15 и више година са непотпуним основним образовањем                  | 12609    |
| 105 | Мушко становништво старосног доба од 15 година и више са непотпуном основним образовањем         | 6072     |
| 106 | Женско становништво старосног доба 15 и више година са непотпуном основним образовањем           | 6537     |
| 107 | Становништво старо 15 и више година са комплетним основним образовањем                           | 8119     |
| 108 | Мушко становништво старо 15 година и више са комплетним основним образовањем                     | 3707     |
| 109 | Женско становништво старо 15 и више година са комплетним основним образовањем                    | 4412     |
| 110 | Становништво старосног доба 15 и више година са непотпуним средњим образовањем                   | 3289     |
| 111 | Мушко становништво старосног доба од 15 година и више са непотпуним средњим образовањем          | 1661     |
| 112 | Женско становништво старосног доба од 15 година и више са непотпуним средњим образовањем         | 1628     |
| 113 | Становништво старо 15 и више година са пуним секундарном образовањем                             | 10852    |
| 114 | Мушко становништво старосног доба од 15 година и више са пуним секундарном образовањем           | 5386     |
| 115 | Женско становништво старосног доба од 15 година и више са пуним секундарном образовањем          | 5466     |
| 116 | Становништво старије од 18 година са постосновним образовањем                                    | 14799    |
| 117 | Мушко становништво старије од 18 година са постосновним образовањем                              | 7751     |
| 118 | Женско становништво старије од 18 година са постосновним образовањем                             | 7048     |
| 119 | Просечна оцена школовања                                                                         | 7.19     |
| 120 | Просечан ниво образовања мушке популације                                                        | 7.43     |
| 121 | Просечан ниво образовања женског становништва                                                    | 6.97     |
| 122 | Економски активно становништво                                                                   | 31296    |
| 123 | Економски активна мушка популација                                                               | 23149    |
| 124 | Економски активна женска популација                                                              | 8147     |
| 125 | Становништво које није економски активно                                                         | 32501    |
| 126 | Мушко становништво које није економски активно                                                   | 8087     |
| 127 | Женско становништво које није економски активно                                                  | 24414    |
| 128 | Запослено становништво                                                                           | 30378    |
| 129 | Запослено мушко становништво                                                                     | 22420    |
| 130 | Запослено женско становништво                                                                    | 7958     |
| 131 | Незапослена популација                                                                           | 918      |
| 132 | Незапослена мушка популација                                                                     | 729      |
| 133 | Незапослена женска популација                                                                    | 189      |
| 134 | Становништво без права на здравствене услуге                                                     | 26211    |
| 135 | Становништво које има право на здравствене услуге                                                | 58075    |
| 136 | Становништво које има право на ИМСС                                                              | 12406    |
| 137 | Становништво које има право на социјално осигурање                                               | 4514     |
| 138 | Становништво које има право на државно социјално осигурање                                       | 1384     |
| 139 | Становништво које има право на опште осигурање или здравствено осигурање за нову генерацију      | 38702    |
| 140 | Становништво које је било једном или није било у браку током 12 година и више                    | 20447    |
| 141 | Венчано или уједињено становништво од 12 година и више                                           | 37410    |
| 142 | Становништво које је било у браку или уједињено 12 година и више                                 | 6270     |
| 143 | Становништво са католичком религијом                                                             | 58945    |
| 144 | Протестанти, еванђелисти и библијски следбеници различити од еванђелиста                         | 16555    |
| 145 | Становништво са другим религијама различитим од претходних                                       | 8        |
| 146 | Становништво без религије                                                                        | 7773     |
| 147 | Укупно пописаних домаћинства                                                                     | 21788    |
| 148 | Пописна домаћинства на челу са мушкарцима                                                        | 16601    |
| 149 | Пописна домаћинства на челу са женама                                                            | 5187     |
| 150 | Становништво у пописним домаћинствима                                                            | 84084    |
| 151 | Становништво у пописним домаћинствима на челу са мушкарцима                                      | 66831    |
| 152 | Становништво у пописним домаћинствима на челу са женама                                          | 17253    |
| 153 | Укупно домаћинстава                                                                              | 25556    |
| 154 | Укупно насељених домаћинстава                                                                    | 21835    |
| 155 | Укупно приватних кућа                                                                            | 25509    |
| 156 | Насељени приватни домови                                                                         | 21788    |
| 157 | Укупно насељених приватних кућа                                                                  | 21830    |
| 158 | Ненасељене приватне куће                                                                         | 2525     |
| 159 | Појединачна домаћинства за привремену употребу                                                   | 1196     |
| 160 | Становници у насељеним приватним кућама                                                          | 84084    |
| 161 | Насељеност станара у приватним становима                                                         | 3.86     |
| 162 | Просечно становника по соби у приватним насељеним домаћинствима                                  | 1.38     |
| 163 | Појединачна домаћинства са подовима од различитих материјала од земље                            | 20357    |
| 164 | Појединачна домаћинства у приземљу                                                               | 1274     |
| 165 | Појединачна домаћинства са једном спаваћом собом                                                 | 10774    |
| 166 | Појединачна домаћинства са две спаваће собе и више                                               | 10908    |
| 167 | Појединачна домаћинства са једним собом                                                          | 3572     |
| 168 | Појединачна домаћинства са две собе                                                              | 6078     |
| 169 | Појединачна домаћинства са 3 собе и више                                                         | 12009    |
| 170 | Појединачна домаћинства која имају електрично светло                                             | 21220    |
| 171 | Појединачна домаћинства која немају електрично светло                                            | 464      |
| 172 | Појединачна домаћинства која имају водоводну воду у стамбеном простору                           | 9824     |
| 173 | Појединачна домаћинства која немају водоводну воду у стамбеном простору                          | 11837    |
| 174 | Појединачна домаћинства која имају тоалет                                                        | 20843    |
| 175 | Појединачна домаћинства која имају канализацију                                                  | 20753    |
| 176 | Појединачна домаћинства која немају канализацију                                                 | 838      |
| 177 | Појединачна домаћинства која имају електрично светло, довод воде из јавне мреже и канализацију   | 9591     |
| 178 | Појединачна домаћинства без икаквих услова                                                       | 773      |
| 179 | Појединачна домаћинства која имају радио                                                         | 15086    |
| 180 | Појединачна домаћинства која имају телевизор                                                     | 19313    |
| 181 | Појединачна домаћинства која имају фрижидер                                                      | 17235    |
| 182 | Појединачна домаћинства која имају машину за веш                                                 | 12291    |
| 183 | Појединачна домаћинства која имају аутомобил или комби                                           | 4167     |
| 184 | Појединачна домаћинства која имају рачунар                                                       | 2455     |
| 185 | Појединачна домаћинства која имају фиксну телефонску линију                                      | 4271     |
| 186 | Појединачна домаћинства која имају мобилни телефон                                               | 11895    |
| 187 | Појединачна домаћинства која имају приступ интернету                                             | 1126     |